# Osservatorio di Khurel Togoot

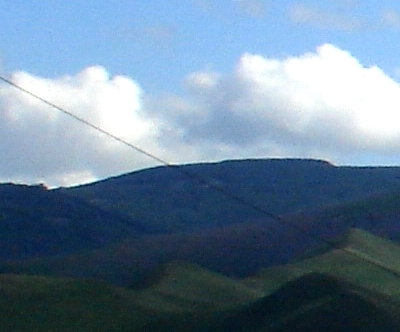
Veduta del monte Bogd Han uul, sul quale si trova l'osservatorio

L'Osservatorio di Khurel Togoot, conosciuto anche come Osservatorio ISON-Hureltogoot e Osservatorio di Ulan Bator, è un osservatorio astronomico della Mongolia. Si trova sul monte Bogd Han, ad un'altitudine di circa 1620 m sul livello del mare. L'osservatorio si trova a circa 40 km da Ulan Bator, la capitale della Mongolia. L'osservatorio ha ricevuto il codice O75 dal Minor Planet Center con la denominazione ISON-Hureltogoot Observatory. Attualmente è l'unico osservatorio astronomico della Mongolia.

## Storia
L'osservatorio è stato fondato nel 1957, in occasione dell'anno geofisico internazionale, con l'aiuto di scienziati dell'Unione Sovietica. Originariamente era destinato ad effettuare osservazioni di satelliti artificiali, determinazioni dell'ora esatta, determinazioni della latitudine, osservazioni del Sole, raccolta di dati meteorologici. Negli anni ottanta fu installato un nuovo telescopio riflettore da 45 cm per riprese fotografiche di nebulose e stelle variabili, ma quest'attività fu interrotta all'inizio degli anni novanta per difficoltà economiche. Nel 1996 l'osservatorio passò alle dipendenze dell'Istituto di astronomia e geofisica dell'Accademia mongola delle scienze.
Nel 2001 fu installato un telescopio riflettore Meade da 40 cm dotato di fotocamera CCD per osservazioni di asteroidi e meteore. Nel 2009 l'osservatorio ha firmato un accordo di collaborazione scientifica con l'Istituto Keldysh di matematica applicata dell'Accademia russa delle scienze. Dal 2012 l'osservatorio collabora con il progetto International Scientific Optical Network (ISON) per l'osservazione di asteroidi e detriti spaziali.

## Strumentazione e attività
La strumentazione originaria comprendeva uno strumento dei passaggi per la determinazione dell'ora esatta, un telescopio zenitale per la determinazione della latitudine e un telescopio astronomico per osservazioni visive e fotografiche di satelliti artificiali: questi strumenti oggi non vengono più utilizzati essendo stati sostituiti da sistemi più moderni, tra cui una stazione GPS installata nel 1995. Vi erano inoltre un telescopio solare munito di coronografo e un telescopio rifrattore da 20 cm di diametro, che vengono usati ancora oggi. Il telescopio riflettore da 45 cm installato negli anni ottanta e il telescopio riflettore Meade da 40 cm installato nel 2001 non sono attualmente in uso. In seguito alla collaborazione con il progetto ISON sono stati collocati due nuovi telescopi riflettori, uno da 20 cm e uno da 40 cm, entrambi dotati di telecamera CCD.
L'osservatorio svolge attualmente ricerche di astrofisica solare, astrometria e osservazioni di asteroidi e detriti spaziali.